# طرخشقون مبيض
طرخشقون مبيض (باللاتينية: Taraxacum albescens) هو نوع نباتي يتبع جنس الطرخشقون من القبيلة الشيكورية.